# Matt Kindt
 (janvier 2024).
Matt Kindt, est un artiste peintre, graphiste et auteur de bande dessinée américain né en 1973 à Cheektowaga dans l'État de New York.

## Biographie
Matt Kindt est né en 1973 à Cheektowaga dans l'État de New York. Lui et sa femme, l'artiste Sharlene Kindt, résident à Webster Groves, Saint-Louis, dans le Missouri.
Dès 1990, il se lance dans la création de fanzines auto-édités, et en 1995, il obtient un diplôme d'art à l'Université Webster de Saint-Louis.
Matt Kindt dit avoir choisi la bande dessinée pour la « magie » que suscite le mariage des mots et des images.
En 2001, le premier roman graphique illustré par Matt Kindt et écrit par Jason Hall, Pistolwhip, est publié par Top Shelf Productions. Ce livre est récompensé l'année suivante aux Harvey Awards. En 2015, il figure parmi les dix meilleurs romans graphiques du magazine Time. Malgré ces différents prix, cet ouvrage ne rencontre pas de grand succès commercial.
Matt Kindt illustre ensuite deux suites à Pistolwhip (Mephisto and the Empty Box et Pistolwhip 2) et écrit un nouveau roman graphique de 300 pages intitulé Deux Sœurs. Il a également créé le webcomic Super Spy dans le même univers,.
En 2006, Kindt annonce sur son blog l'écriture d'un roman expérimental appelé The End of the World, roman qu'il décide ensuite d'adapter en bande dessinée.
En 2007, la publication d'une version papier de Super Spy par Top Shelf permet à l'ouvrage d'être nommé aux Will Eisner Comic Industry Awards. La même année, la publication de Lost Girls d'Alan Moore et Melinda Gebbie, pour laquelle il collabore avec Brett Warnock, est nommée aux Eisner Awards et lui permet de remporter un prix spécial aux Harvey Awards.
Par la suite, Matt Kindt publie Revolver chez Vertigo et Du sang sur les mains chez First Second. Ses séries de bandes dessinées Mind MGMT, Past Aways, et Dept H sont toutes publiées par Dark Horse Comics,.
En juin 2010, L'histoire secrète du géant est retenue par Warner Bros pour la production d'un film écrit par Dustin Lance Black. En juillet 2017, Universal Cable Productions (du groupe NBCuniversal) annonce le développement d'une série télévisée adaptée de Mind MGMT. En août 2022, le projet est récupéré par Netflix et Dark Horse Entertainment.
En 2020, il publie cinq volumes de la série Folklords avec Matt Smith chez Boom! Comics. La même année, Kindt publie le roman Mind MGMT – Rapport d'opérations 1/3 : Guerres psychiques et leurs influences invisibles aux éditions Monsieur Toussaint Louverture. 
En 2021, il figure dans la sélection du Grand prix de la critique. Kindt s'associe avec l'acteur Keanu Reeves et l'artiste Ron Garney pour créer BRZRKR, publié chez Boom! Studios. La sortie du livre obtient une large couverture médiatique et devient la meilleure vente de bande-dessinée enregistrée depuis 1991.

## Style
Les œuvres de Matt Kindt se déroulent souvent dans le monde de l'espionnage des années 1940, mais elles intègrent aussi divers éléments de l'imaginaire de la piraterie, du monde du cirque ou de la musique.
Au-delà des romans graphiques, Matt Kindt est aussi illustrateur et enseigne la bande dessinée.

## Publications

### Top Shelf Productions
- Pistolwhip (avec Jason Hall) : 
  - Pistolwhip (scénariste/illustrateur, roman graphique, 128 pages, 2001 (ISBN 1-8918-3023-6))
  - Mephisto and the Empty Box (illustrateur, 2001)
  - Pistolwhip and the Yellow Menace (illustrateur, roman graphique, 144 pages, 2003 (ISBN 1-8918-3035-X))
- Super Spy (scénariste/illustrateur) :
  - 2 Sisters (roman graphique, 336 pages, 2004 (ISBN 1-8918-3058-9))
  - Super Spy (collection de webcomics, 336 pages, 2007 (ISBN 1-8918-3058-9))
  - Super Spy: The Lost Dossiers (roman graphique, 88 pages, 2010 (ISBN 1-6030-9043-6))

### Dark Horse Comics
- Dark Horse Maverick: Happy Endings, « Janvier » (illustrateur, avec Jason Hall, anthologie de romans graphiques, 96 pages, 2002 (ISBN 1-5697-1820-2))
- Michael Chabon Presents: The Amazing Adventures of the Escapist  {n°4}, «Chain Reaction» (scénariste/illustrateur, 2004) recueillis dans Michael Chabon Presents the Amazing Adventures of the Escapist Volume 2 (160 pages, 2004 (ISBN 1-5930-7172-8))
- 3 Story: The Secret History of the Giant Man (scénariste/illustrateur, 192 pages, 2009 (ISBN 1-5958-2356-5))
- My Space Dark Horse Presents n°24–25, 32 (scénariste/illustrateur, 2009) recueillis dans 3 Story: Secret Files of the Giant Man
- Reset n°1 (couverture, 2012)
- Mind MGMT n°0–35 (scénariste/illustrateur, 2012–2015) :
  - New MGMT n°1 (2015)
- Past Aways n°1–8 (scénariste, avec Scott Kolins, 2015)
- Dept H (scénariste/illustrateur, colorisation de Sharlene Kindt, 2016-présent)

### DC Comics/Vertigo
- Revolver (scénariste/illustrateur, roman graphique, 192 pages, 2010 (ISBN 1-4012-2241-2))
- Sweet Tooth (illustrateur, avec Jeff Lemire) :
  - Prelude: Lost Trails (avec Nate Powell et Emi Lenox, dans #19, 2011) recueillis dans Endangered Species (176 pages, 2012 (ISBN 1-4012-3361-9))
  - The Taxidermist (dans n°26–28, 2011–2012) recueillis dans Unnatural Habits (160 pages, 2012 (ISBN 1-4012-3723-1))
- JSA 80-Page Giant '11: City of Light & Magic (scénariste, avec Victor Ibáñez, 2011)
- My Greatest Adventure n°1–6: Uncanny Valley (scénariste, avec Scott Kolins, 2011–2012)
- Men of War (scénariste) :
  - Men of War: Uneasy Company (256 pages, 2012 (ISBN 1-4012-3499-2)) incluant :
    - Knife Fight! (avec Patrick Scherberger, dans {n°5}, 2012)
    - Monster in My Pocket (avec Jeff Lemire et Thomas Derenick, and {n°8}, 2012)
- Frankenstein, Agent of S.H.A.D.E. n°0, 10–16 (scénariste, avec Alberto Ponticelli, juin 2012 – janvier 2013)
- Suicide Squad vol 4,n°24–30 (scénariste, octobre 2013 – mars 2014)

### Valiant Entertainment
- Unity n°0–25 (scénariste, 2013–2015) :
  - Unity (Volume 1): To Kill A King (recueil de n°1–4, 128 pages, 2014 (ISBN 1-93934-688-6))
  - Unity (Volume 2): Trapped By Webnet (recueil de n°5–8 + X-O Manowar, 112 pages, 2014 (ISBN 1-93934-634-7))
  - Unity (Volume 3): Armor Hunters (recueil de n°8–11, 112 pages, 2014 (ISBN 1-93934-644-4))
  - Unity (Volume 4): The United (recueil de n°12–14 + n°0 + Harbinger: Faith n°0, 128 pages, 2015 (ISBN 1-93934-654-1))
  - Unity (Volume 5): Homefront (recueil de n°15–18, 112 pages, 2015 (ISBN 1-93934-679-7))
  - Unity (Volume 6): The War-Monger (recueil de n°19–22, 112 pages, 2015 (ISBN 1-93934-690-8))
  - Unity (Volume 7): Revenge of the Armor Hunters (recueil de n°23–25, 112 pages, 2016 (ISBN 1-68215-113-1))
  - Unity Deluxe Edition 1 (recueil de n°0–14, 400 pages, 2015 (ISBN 1-93934-657-6))
- Rai (scénariste, 2014-présent) :
  - Rai (Volume 1): Welcome To New Japan (recueil de n°1–4, 112 pages, 2014 (ISBN 1-93934-641-X))
  - Rai (Volume 2): Battle For New Japan (recueil de n°5–8, 112 pages, 2015 (ISBN 1-93934-661-4))
  - Rai (Volume 3): The Orphan (recueil de n°9–12, 112 pages, 2016 (ISBN 1-93934-684-3))
  - Rai Deluxe Edition 1 (recueil de {n°1–12}, 352 pages, 2016 (ISBN 1-68215-117-4))
- The Valiant n°1–4 (co-scénarisé avec Jeff Lemire, 2015) :
  - The Valiant (112 pages, 2015 (ISBN 1-93934-660-6))
  - The Valiant Deluxe Edition (160 pages, 2015 (ISBN 1-93934-691-6))
- Divinity (scénariste) :
  - Divinity n°1–4 (2015)
  - Divinity (Volume 1) (112 pages, 2015 (ISBN 1-93934-676-2))
  - Divinity II n°1–4 (2016)
  - Divinity III: Stalinverse n°1–4 (2016)
- Ninjak (scénariste, 2015-présent) :
  - Ninjak (Volume 1): Weaponeer (recueil de n°1–5, 176 pages, 2015 (ISBN 1-93934-666-5))
  - Ninjak (Volume 2): The Shadow Wars (recueil de {n°6–9}, 144 pages, 2016 (ISBN 1-93934-694-0))
- Book of Death: Fall of Ninjak n°1 (scénariste, 2015)
- 4001 A.D. n°1–4 (scénariste, 2016)
- X-O Manowar n°1-5 (scénariste, 2017)

### Autres éditeurs
- SPX '02: Jocko Flocko (scénariste/illustrateur, CBLDF, 2002)
- Postcards: The History of a Marriage (illustrateur, avec Harvey Pekar et Joyce Brabner, roman graphique, 160 pages, Villard Books, 2007 (ISBN 0-3454-9850-X))
- The Tick's 20th Anniversary Special Edition: World War Spoon (scénariste/illustrateur, New England, 2007)
- Awesome: The Indie Spinner Rack Anthology: The Misery Index (scénariste/illustrateur, roman graphique, 208 pages, Evil Twin, 2007 (ISBN 1-6030-9039-8))
- Strange Tales n°2: Black Widow (scénariste/illustrateur, Marvel, 2009) recueillis dans Strange Tales (192 pages, 2010 (ISBN 0-7851-4626-1) ; (ISBN 0-7851-2802-6))
- Wolverine and the X-Men n°27 .AU (scénariste, Marvel Comics, 2013)
- Marvel Knights Spider-Man n°1–5 (scénariste, Marvel, 2014)
- Madman: All-New Giant-Size Super Ginchy Special!: On the Road (scénariste/illustrateur, Image, 2011)
- The Tooth (illustrateur, avec Cullen Bunn et Shawn Lee), roman graphique, 200 pages, Oni Press, 2011 (ISBN 1-9349-6452-2))
- Red Handed: The Fine Art of Strange Crimes (scénariste/illustrateur) First Second, 2013

## Distinctions
2002
- Nommé dans la catégorie «Best Graphic Album of Original Work» aux Harvey Awards, pour Pistolwhip
- Nommé dans la catégorie «Best New Talent» aux Harvey Awards

2005
- Nommé dans la catégorie «Talent Deserving Wider Recognition» aux Eisner Award, pour Pistolwhip et Deux Sœurs [14]

2007
- Nommé dans la catégorie «Best Publication Design» aux Eisner Award, pour Lost Girls[15]
- Vainqueur dans la catégorie «Special Award for Excellence in Presentation» aux Harvey Awards

2008
- Nommé dans la catégorie «Best Graphic Album: Reprint» aux Eisner Award, pour Super Spy